# Cala Rybnaya
La cala Rybnaya (en inglés: Rybnaya Inlet) es un entrante o bahía de la Antártida localizado en la costa de Ingrid Christensen de la Tierra de la Princesa Isabel del Ártico oriental. Se encuentra en el noreste de la península de Langnes en la zona de las montañas Vestfold.
Los cartógrafos noruegos la cartografiaron en 1946 utilizando fotografías aéreas de la expedición Lars-Christensen de 1936-1937. Se tomaron otras fotografías aéreas durante la Operación Highjump de los Estados Unidos (1946-1947), por científicos de una expedición antártica soviética en 1956, a la que también dieron nombre, y durante las Expediciones Nacionales de Investigación Antártica de Australia en 1957 y 1958. El Comité de Nombres de la Antártida de Australia tradujo el nombre ruso al inglés en 1973 en una traducción parcial transcrita.